# Plecy

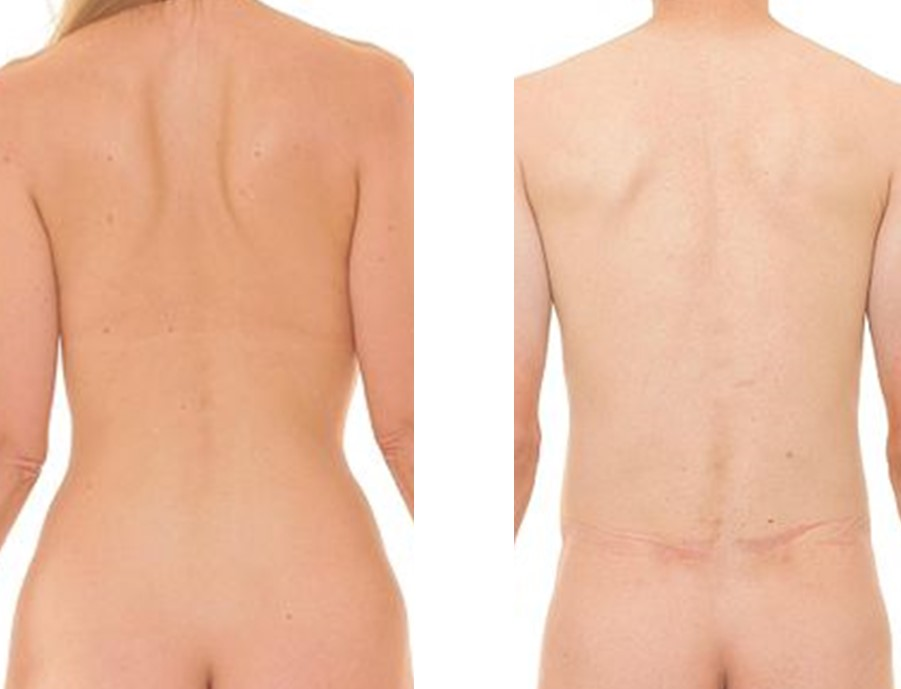
Plecy kobiety i mężczyzny.

Plecy – duży grzbietowy (tylny) obszar ludzkiego ciała zaczynający się od górnej granicy okolicy pośladkowej, a kończący na tylnej powierzchni szyi i ramion. 